# デューク (アルバム)
『デューク』（Duke）は、イギリスのプログレッシブ・ロック・バンド、ジェネシスが1980年に発表した10作目のスタジオ・アルバム。メンバーが3人になってからは2作目に当たる。ジェネシスにとって初の全英アルバムチャート1位獲得作品となった。

## 背景
前作『そして3人が残った』（1978年）から本作リリースまでの間、メンバーは個々の活動に入った。1979年にはフィル・コリンズがブランドXに再加入し、同年、トニー・バンクスが初のソロ・アルバム『キュアリアス・フィーリング』をリリース。また、1980年にはマイク・ラザフォードも初のソロ・アルバム『スモールクリープス・デイ』をリリースした。
本作のレコーディングにおいて、ジェネシスは初めてドラムマシンを使用した。ジャケットの絵は、フランスの絵本作家リオネル・コクランが描いた「アルバート」というキャラクターである。

## 反響・評価
本作は1980年4月5日付の全英アルバムチャートで1位を獲得し、翌週も1位にとどまった。本作からは「ターン・イット・オン・アゲイン」（全英8位・全米58位）、「ダッチス」（全英46位）、「ミスアンダースタンディング」（全英42位・全米14位）がシングル・ヒットした。
音楽評論家のStephen Thomas Erlewineはオールミュージックにおいて「バンドはポップ・ソングでこのアルバムを作り上げたとはいえ、締めくくりの『デューク組曲』からも明らかなように、プログ色も大量に投与されている」と評している。

## 収録曲
特記なき楽曲はフィル・コリンズ、マイク・ラザフォード、トニー・バンクスの共作。
1. 「ビハインド・ザ・ラインズ」 - "Behind the Lines" - 5:31
2. 「ダッチス」 - "Duchess" - 6:37
3. 「ガイド・ヴォーカル」 - "Guide Vocal" (バンクス) - 1:21
4. 「マン・オブ・アワ・タイムズ」 - "Man of Our Times" (ラザフォード) - 5:35
5. 「ミスアンダースタンディング」 - "Misunderstanding" (コリンズ) - 3:15
6. 「ヒートヘイズ」 - "Heathaze" (バンクス) - 4:59
7. 「ターン・イット・オン・アゲイン」 - "Turn It on Again" - 3:52
8. 「アローン・トゥナイト」 - "Alone Tonight" (ラザフォード) - 3:57
9. 「カル・デ・サック」 - "Cul-de-Sac" (バンクス) - 5:04
10. 「プリーズ・ドント・アスク」 - "Please Don't Ask" (コリンズ) - 4:02
11. 「デュークス・トラベルス」 - "Duke's Travels" - 8:38
12. 「デュークス・エンド」 - "Duke's End" - 2:10

## 参加ミュージシャン
- フィル・コリンズ - ボーカル、ドラムス、ドラムマシン、パーカッション
- マイク・ラザフォード - ギター、ベース、ベースペダル、バッキング・ボーカル
- トニー・バンクス - キーボード、12弦ギター、バッキング・ボーカル

アディショナル・ミュージシャン
- デヴィッド・ヘンツェル - バッキング・ボーカル